# Rara
Rara – gaun wikas samiti w zachodniej części Nepalu w strefie Karnali w dystrykcie Mugu. Według nepalskiego spisu powszechnego z 2011 roku liczył on 242 gospodarstwa domowe i 1399 mieszkańców (677 kobiet i 722 mężczyzn).